# Национальный институт химии
Национальный институт химии (словен. Kemijski Inštitut) — второй по величине научно-исследовательский институт естественных наук в Словении (крупнейшим в стране является Институт Йожефа Стефана). Исследования в Национальном институте разделены на две основные области: науки о жизни и материаловедение. Среди его 11 отделов, Отделение химии материалов (D10) является крупнейшим отделом в области материаловедения.

## История
Институт был основан в 1946 году как часть Словенской академии наук и искусств с целью разработки технологий переработки угля в кокс, который был необходим в период тяжелой индустриализации Словении после Второй мировой войны.
В 1953 году он был переименован в Институт химии имени Бориса Кидрича в честь первого президента словенского социалистического правительства Бориса Кидрича (1912–1953).
В 1956 году был приобретен первый в институте инфракрасный спектрометр (Perkin Elmer 21), что позволило приступить к углубленным исследованиям в различных областях деятельности института.
В 1992 году, после обретения страной независимости, на базе института был создан Словенский национальный центр ЯМР-спектрометрии высокого разрешения (известный как ЯМР-центр).

## Сотрудники и оборудование
Около 460 сотрудников института, из которых около 200 имеют степень доктора наук, выполняют передовые исследовательские работы с использованием такого оборудования, как электронный микроскоп Karl Zeiss Supra 35 VP с анализом EDX, порошковый рентгеновский дифрактометр высокого разрешения, ЯМР-спектрометр 800 МГц и крио-ПЭМ-микроскоп Glacios™; они единственные в своем роде в Словении. ЯМР-спектрометр является первым прибором такого рода, который можно найти в новых государствах-членах ЕС.

## Главные достижения
Одним из главных достижений института за последние годы является синтетический белок 2013 года, который сворачивается в тетраэдр — пирамиду с треугольным основанием размером всего 5 нанометров вдоль каждого ребра — который может использоваться в качестве контейнера для доставки лекарств в наномасштабе. Он был синтезирован Романом Джералой.